# Río Cuyaguateje
El río Cuyaguateje es el mayor y más caudaloso de la provincia de Pinar del Río y de la región occidental de Cuba. Se extiende por una longitud de 112,4 km, desde su nacimiento en la Coodillera de Guaniguanico , por los municipios pinareños de Viñales, Minas de Matahambre, Guane y Sandino. Desembocando en la ensenada de Cortés, Mar Caribe; región de la costa sur cubana.
Corre en dirección sur - suroeste, recibiendo a su paso varios afluentes menores, destacándose los ríos Portales y Guasimal. En sus márgenes se asentan importantes poblaciones, tales como Guane, Isabel Rubio, Sumidero y El Moncada.
Tiene la peculiaridad de tener varios tramos subterráneos, dentro de la geografía predominantemente cársica de su curso; lo cual ha contribuido a su nombre.
Esta zona ha sufrido los efectos negativos y no planificados de la acción humana durante el paso de los siglos, ocurriendo deforestación y degradación de la cuenca. Actualmente se realiza un programa de reforestación y mejoramiento de la zona, organizado por la Delegación Territorial del CITMA, el Centro de Estudios Forestales de la Universidad de Pinar del Río y la Sede Universitaria del municipio Guane, con el apoyo del Servicio Estatal Forestal, dirigido a la rehabilitación de la faja hidrorreguladora del Río Cuyaguateje de interés nacional por su contribución al medio ambiente.